# 劳岑布吕肯
劳岑布吕肯是德国莱茵兰-普法尔茨州的一个市镇。总面积4.28平方公里，总人口392人，其中男性207人，女性185人（2011年12月31日），人口密度92人/平方公里。